# 云闪付
云闪付是在中国人民银行的指导下，由中国银联联合各商业银行、支付机构等产业各方共同推出的中国银行业统一移动支付应用程序，于2017年12月11日推出，由旧的云闪付应用程序和银联钱包合并而来。
虽然云闪付由中国银联运营，但也接受在中国大陆地区境内发行具有人民币清算资质的美國運通卡组织银行卡。